# Sophia Elisabeth Brenner
Sophia Elisabet Brenner (Estocolmo, 29 de abril de 1659 - 14 de setembro de 1730) foi  uma  escritora sueca.

Foi a primeira mulher sueca a escrever poesia publicamente, indo contra a mentalidade da época, e contribuindo assim de forma pioneira para a liberação intelectual da mulher.
Na sua obra, tornou visível a experiência de vida da mulher e argumentou a favor do direito de acesso das mulheres ao saber.